# Thor Kristensen
Hans Thor Juul Kristensen (4. juni 1980 i Visborg ved Hadsund) er tidligere roer. Han deltog ved OL i 2004 i Athen, som en del af Guldfireren. Han var gennem mange år aktiv i Hadsund Roklub
I 2004 blev han sammen med bådens øvrige besætning kåret som Årets Sportsnavn samt vinder af sportsprisen B.T. Guld. Han har ligeledes modtaget Nordjysk Idrætspris, 2004, Hans Just A/S' Idrætspris, 2003, Gudmund Schacks Mindelegat, 2002.
Han indstillede sportskarrieren i sommeren 2005. 
Uddannelse: Cand.Scient. Biologi, Syddansk Universitet

## Medaljer
- Guld - U23VM Bagsværd, Danmark, 2000
- Sølv - VM 2001, Luzern Schweiz
- Guld - VM 2002, Sevilla Spanien
- Guld - VM 2003, Milano Italien
- Guld - OL 2004, Athen Grækenland

| Roer | Spire Denne biografi om en roer er en spire som bør udbygges. Du er velkommen til at hjælpe Wikipedia ved at udvide den. |